# Редсборо (Вермонт)
Редсборо (англ. Readsboro) — місто (англ. town) в США, в окрузі Беннінґтон штату Вермонт. Населення — 702 особи (2020).

## Демографія
Згідно з переписом 2010 року, у місті мешкали 763 особи в 336 домогосподарствах у складі 209 родин. Було 496 помешкань
Расовий склад населення:
| - 99,2 % — білих - 0,3 % — чорних або афроамериканців - 0,1 % — азіатів |

До двох чи більше рас належало 0,4 %. Частка іспаномовних становила 0,7 % від усіх жителів.
За віковим діапазоном населення розподілялося таким чином: 18,3 % — особи молодші 18 років, 61,1 % — особи у віці 18—64 років, 20,6 % — особи у віці 65 років та старші. Медіана віку мешканця становила 48,8 року. На 100 осіб жіночої статі у місті припадало 110,8 чоловіків;  на 100 жінок у віці від 18 років та старших — 101,6 чоловіків також старших 18 років.
Середній дохід на одне домашнє господарство  становив 54 520 доларів США (медіана — 35 625), а середній дохід на одну сім'ю — 72 737 доларів (медіана — 66 875). Медіана доходів становила 49 167 доларів для чоловіків та 34 479 доларів для жінок. За межею бідності перебувало 16,2 % осіб, у тому числі 26,1 % дітей у віці до 18 років та 6,5 % осіб у віці 65 років та старших.
Цивільне працевлаштоване населення становило 325 осіб. Основні галузі зайнятості: освіта, охорона здоров'я та соціальна допомога — 25,8 %, будівництво — 16,6 %, науковці, спеціалісти, менеджери — 12,6 %, мистецтво, розваги та відпочинок — 12,3 %.